# Saint-Jean-de-la-Ruelle
Saint-Jean-de-la-Ruelle är en kommun i departementet Loiret i regionen Centre-Val de Loire strax norr Frankrikes mitt. Kommunen ligger i kantonen Saint-Jean-de-la-Ruelle som tillhör arrondissementet Orléans. År 2022 hade Saint-Jean-de-la-Ruelle 16 608 invånare.

## Befolkningsutveckling
Antalet invånare i kommunen Saint-Jean-de-la-Ruelle
| Referens: INSEE |